# Линдшингер, Сандро
Сандро Мануэль Линдшингер (нем. Sandro Manuel Lindschinger; род. 18 октября 1985, Тамсвег, Зальцбург) — австрийский футболист, защитник.

## Клубная карьера
Молодой защитник начинал свою карьеру в скромных любительских клубах из Мурау, откуда и попал в академию «Штурма». После своего дебюта за «Штурм» в конце сезона 2003/04 он перешёл в скромный немецкий «Регенсбург». Там Сандро провёл один сезон, сыграв четыре матча, а затем вернулся в «Штурм». За три сезона он сыграл восемнадцать встреч в высшем дивизионе, а также тринадцать матчей за вторую команду «Штурма». В 2008 году игрок во второй раз покинул «Штурм» и перешёл в «ГАК», утративший своё былое величие. Там Сандро провёл полтора сезона и ушёл в «Кальсдорф», где за год сыграл 21 матч. Зимой 2011 года Сандро Линдшингер перешёл в «Ибельбах» и завершил там карьеру из-за травмы.

## Тренерская карьера
Линдшингер имеет диплом магистра в области спортивного права университета города Кремс и тренерскую лицензию A (с июня 2018 года). Работал с юношескими командами «Клостернойбурга» и стажировался в клубе «Начбах-Лойперсбах».

## Карьера в сборной
Сандро призывался во все юношеские и молодёжные командах Австрии. Игрок в составе сборной Австрии (до 19 лет) выиграл бронзу юношеского ЕВРО-2003, а сам сыграл на этом турнире один матч (против сборной Франции).

## Достижения
- Бронзовый призёр Чемпионата Европы по футболу-2003 (до 19 лет)